# Cirugía plástica infantil
La cirugía plástica infantil es una subespecialidad de la cirugía plástica o de la cirugía pediátrica. Trata la Patología quirúrgica estética, dermatológica o reconstructiva del niño.
Abarca un área de conocimiento multidisciplinar que engloba diversas especialidades quirúrgicas (cirugía plástica, cirugía pediátrica y cirugía maxilofacial).

## Temática
Los siguientes temas médicos se señalan como de su incumbencia. Esta subespecialidad es una de las asignaturas clásicas que integran los cursos de posgrado de la especialización. Solo algunos especialistas tienen la experiencia necesaria para tratar niños, por lo que es fundamental atenderse con médicos que tengan experiencia en la patología pediátrica.
- Generalidades: El cirujano plástico frente al paciente pediátrico y en el equipo interdisciplinario. Aspectos psicológicos y sociales causados por las malformaciones congénitas. Genética y herencia embriológica (normal y patológica). Consideraciones generales en las malformaciones congénitas: historia, frecuencia, clasificación (malformación, deformación, disrupción), etiopatogenia (genéticas y ambientales), diagnóstico, pronóstico, tratamiento, prevención. Nociones de metabolismo, medio interno y cicatrización en el niño. Anamnesis en cirugía pediátrica. Generalidades de plásticas cutáneas (injertos y colgajos) en cirugía infantil.

- Labio leporino: Anatomía y embriología. Incidencia. Etiología. Patogenia. Clasificación. Formas clínicas. Tratamiento quirúrgico: oportunidad y técnicas. Complicaciones. Correcciones de las secuelas del labio fisurado, uni o bilateral.

- Nariz leporina y malformaciones nasales: Nariz leporina secundaria, nariz leporina del fisurado bilateral, desviaciones septales en la infancia, atresia de coanas, malformaciones nasales: anatomía y embriología, incidencia, etiología, patogenia, formas clínicas, tratamientos y complicaciones.

- Fisura palatina: Anatomía y embriología. Incidencia. Etiología. Patogenia. Clasificación. Formas clínicas. Tratamiento quirúrgico. Nociones de tratamiento ortopédico maxilar. Incompetencias velofaríngeas: diagnóstico y tratamiento. Osteotomías correctoras secundarias en fisurados. Síndrome de Pierre Robin. Alveolo-plastias.

- Malformaciones cráneo-faciales: Historia. Fisuras o hendiduras cráneo-faciales: clasificación, estudio del paciente, oportunidad y técnicas quirúrgicas. Cráneo-estenosis: formas clínicas, estudio del paciente y tratamiento. Síndrome de Crouzon, Síndrome de Apert (acrocéfalo-sindactilia), microsomía hemicráneo-facial (disostosis otomandibular), meningoceles frontonasales, hipertelorismo orbitario, disostosis mandibulo-facial (síndrome de Treacher-Collins), displasia óculo-aurículo-vertebral (síndrome de Goldenhar, microsomía hemifacial, síndrome del I y II arcos branquiales), hemiatrofia facial progresiva (enfermedad de Romberg): definición, frecuencia, etiopatogenia, cuadro clínico, diagnóstico y tratamiento. Crecimiento óseo posnatal de los huesos del cráneo y de la cara. Anoftalmia. Coloboma de párpado. Quistes dermoides de cejas.

- Malformaciones auriculares: Agenesia e hipoplasia (microtia) del pabellón: formas clínicas, tratamiento y complicaciones. Papilomas. Fístulas. Orejas en asa: formas clínicas, tratamiento y complicaciones .

- Malformaciones del cuello: Fístulas y quistes branquiales, quiste tirogloso, sinostosis cervical congénita (Síndrome Klippel-Feil), pterigium colli, escápula elevada (enfermedad de Sprengel) y tortícolis congénito: anatomía y embriología, incidencia, etiopatogenia, cuadros clínicos, tratamiento y complicaciones.

- Malformaciones genitales: Hipospadias, epispadias, extrofia de vejiga y agenesia de vagina: anatomía y embriología, incidencia, historia, clasificación, clínica y tratamiento. Criterios de operabilidad y planificación del tratamiento. Técnicas quirúrgicas. Complicaciones.

- Malformaciones de manos y miembros: Anatomía y embriología. Incidencia. Etiopatogenia, clasificación y tratamiento. Complicaciones y secuelas.

- Otras malformaciones: Espina bífida y pectus excavatum: etiopatogenia, cuadro clínico y tratamiento.

- Tumores de la infancia: Nevos y melanomas. Tumores benignos y malignos de partes blandas de cabeza y cuello. Tumores óseos faciales, odontogénicos, no odontogénicos. Displasia ósea.

- Traumatismos: Heridas de la cara: mordeduras, avulsiones. Fracturas maxilo-faciales. Traumatismos de miembros superior e inferior. Fracturas expuestas. Principios de reconstrucción. Reposición de tejidos. Procedimientos microquirúrgicos.

- Estados intersexuales: Diagnóstico del sexo: cromosómico, gonadal, genital y hormonal. Estados intersexuales: hermafroditismo, seudohermafroditismos, disgenesia gonadal, síndrome de Klinefelter. Diagnóstico y tratamiento. Intersexo: Concepto. Enfoque multidisciplinario. Decisiones legales y quirúrgicas. Sexo psíquico, social y legal. Técnicas quirúrgicas: masculinizantes y feminizantes. Nociones de tratamientos clínicos (hormonales).